# Mausoleul eroilor de la Toplița
Mausoleul eroilor de la Toplița este un monument al eroilor din Toplița.

## Localizare
În zona Secu, pe DN15, la ieșirea din localitate spre stațiunea turistică Borsec, se află Mausoleul eroilor căzuți în Primul Război Mondial, care adăpostește osemintele a 771 de militari români și osemintele a numeroși soldați necunoscuți căzuți în bătăliile din zonă. Mausoleul a fost construit din inițiativa Societății „Cultul Eroilor”, în anul 1925.